# Chiesa di Santa Maria Assunta (Villanova Marchesana)
La chiesa di Santa Maria Assunta è la parrocchiale di Villanova Marchesana, in provincia di Rovigo e diocesi di Adria-Rovigo; fa parte del vicariato di Crespino-Polesella.
L'edificio, il cui stile architettonico ricalca i gusti ferraresi dell'epoca, rinascimentale-barocco, sorge nella parte meridionale del paese, nei pressi del vicino argine sinistro del fiume Po, con il classico orientamento Est-Ovest, con abside a Levante.

## Storia
L'edificio originario risale al tardo XIII secolo, caratterizzato dalla presenza di un fonte battesimale e, come normalmente per l'epoca, vi sorgeva accanto il cimitero. Solo successivamente venne anche eretto un campanile. La zona, scarsa di popolazione per le difficoltà di coesistenza con un territorio soggetto a frequenti esondazioni, era prevalentemente coltivata ma con scarsa rendita che si ripercuoteva negativamente anche nella capacità economica dell'ordine monastico che vi era insediato, in possesso di alcuni arredi sacri. Le continue rotte degli anni successivi costrinsero però i frati ad allontanarvisi e l'edificio religioso, resosi inagibile, rimase abbandonato per molto tempo.

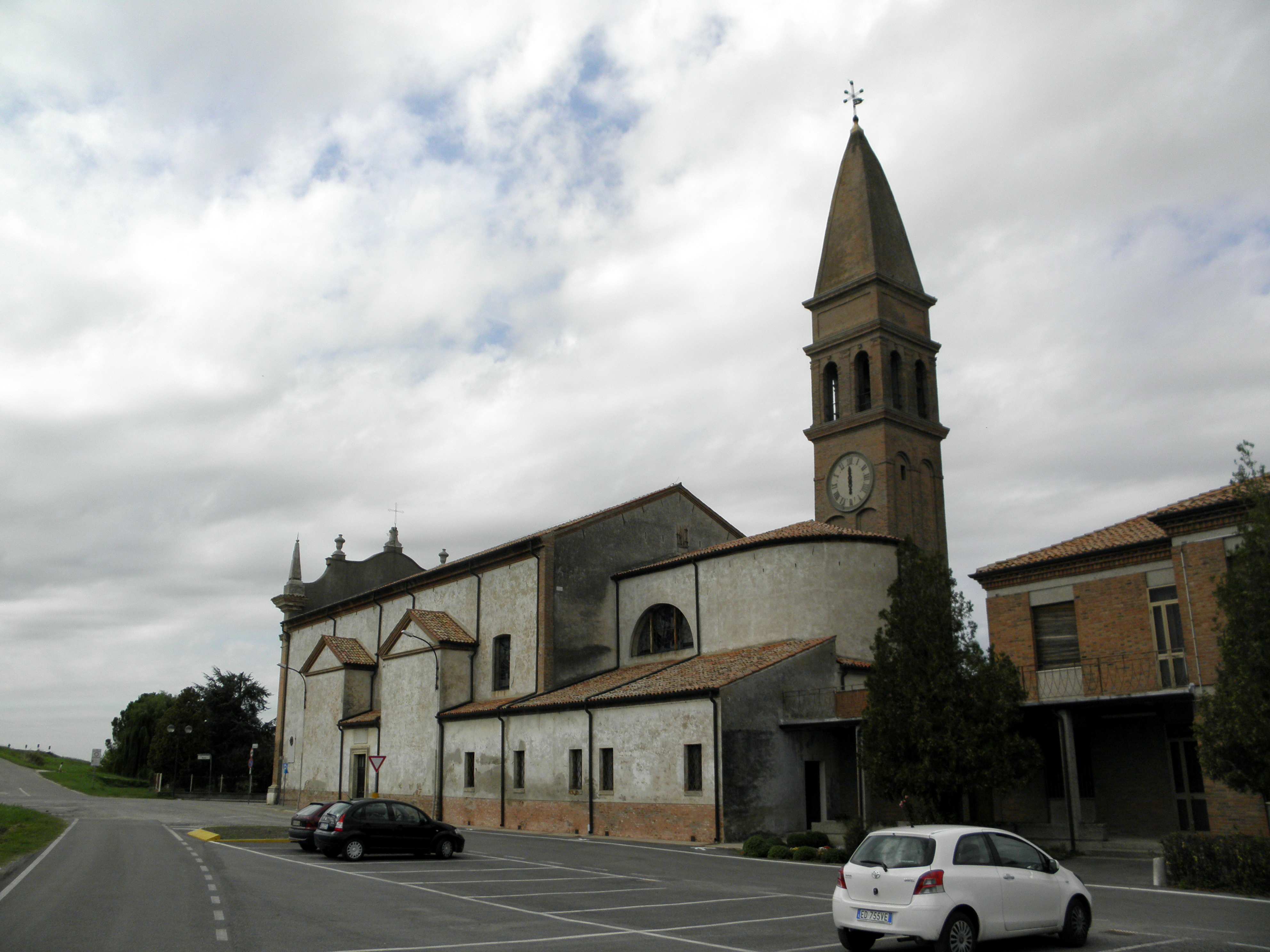
Un'altra veduta della chiesa

Fu a seguito dell'iniziativa di Borso d'Este, marchese di Ferrara, duca di Modena e Reggio, che alla metà del XV secolo ordinò la costruzione della certosa di Ferrara, che la chiesa divenne parte dei possedimenti gestiti dai monaci che ne erano ospiti, ai quali in seguito ne venne concesso il giuspatronato. Grazie alla maggiore disponibilità economica l'edificio sacro venne ampliato acquistando negli anni successivi una crescente importanza nella parte settentrionale della Transpadana ferrarese. Alla metà del XVI secolo già serviva 1 500 abitanti ed era costituito da una navata principale, dove era collocato l'altare maggiore, più altri cinque altari laterali ed un battistero.
Successivamente venne realizzata una nuova chiesa, consacrata nel 1608, come testimoniato da una lapide posta sull'entrata laterale dell'attuale struttura. Il nuovo edificio religioso era costituito da tre altari, con presbiterio orientato verso est, un battistero ed un cimitero. Nonostante la successiva epidemia di peste avesse provocato il decesso di gran parte della popolazione, riducendola a circa 1 100 unità, si riuscì a completare, nel 1665, la costruzione del campanile ed impreziosire con marmi e opere d'arte di scuola bolognese e ferrarese i suoi interni per tutta la durata del secolo.

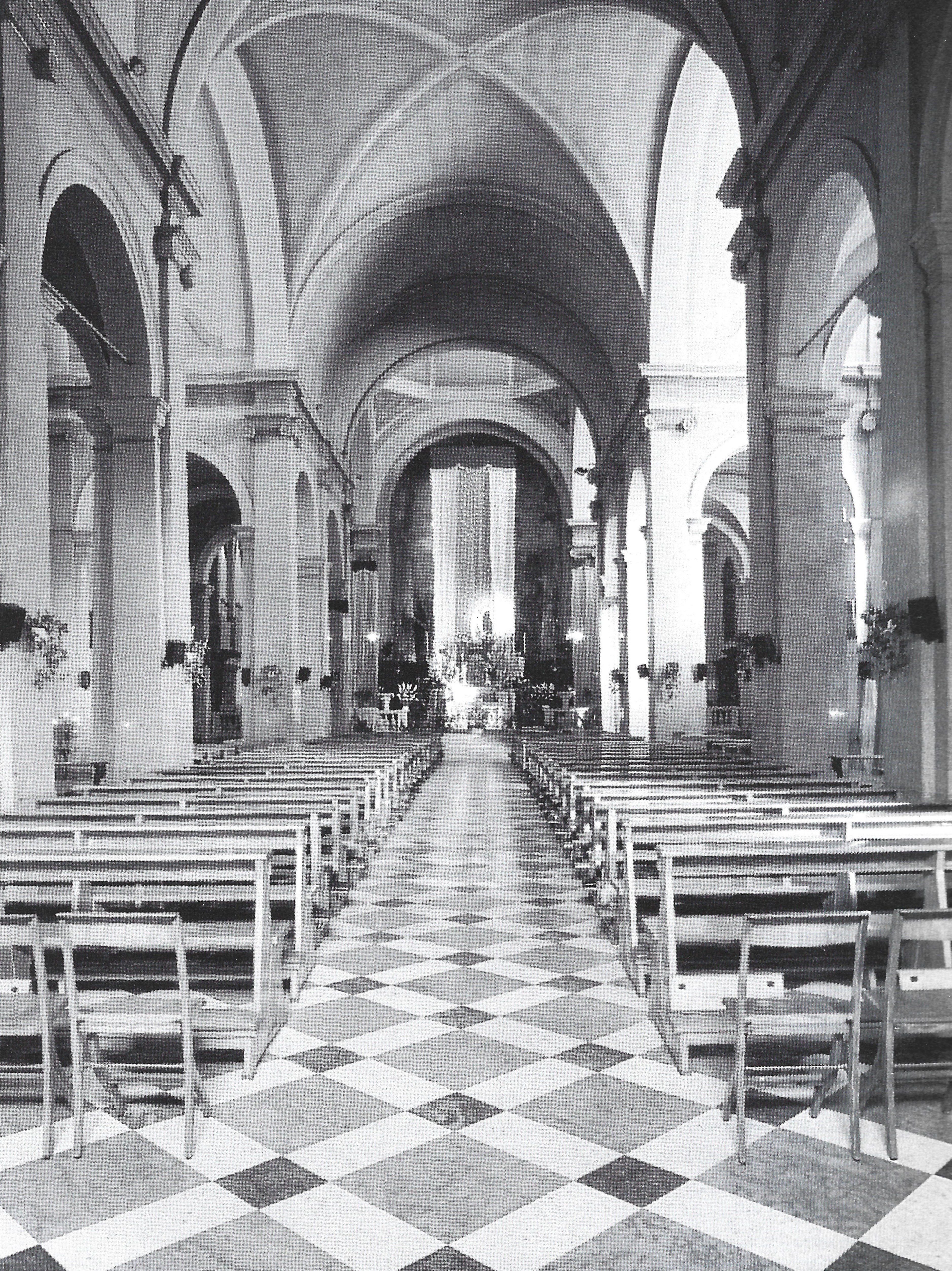
Vista dell'interno, seconda parte del XX secolo.

Questo edificio tuttavia resistette per un periodo relativamente breve, velocemente usurato dal tempo, come riportato dalla documentazione storica che ne attesta una ristrutturazione già nel 1635, poco più che 20 anni dalla sua costruzione. Divenuto ormai fatiscente, venne demolito per far sorgere sulle sue fondamenta l'attuale parrocchiale, costruita tra il 1765 e il 1788, anno in cui venne inaugurata dal vescovo Arnaldo Speroni degli Alvarotti.
Tra gli arredi era presente anche una tela raffigurante la Madonna della Salute ad opera di Ippolito Scarsella, detto lo Scarsellino, dipinto irrimediabilmente distrutto in un incendio scoppiato nel 1968.